# Escriba

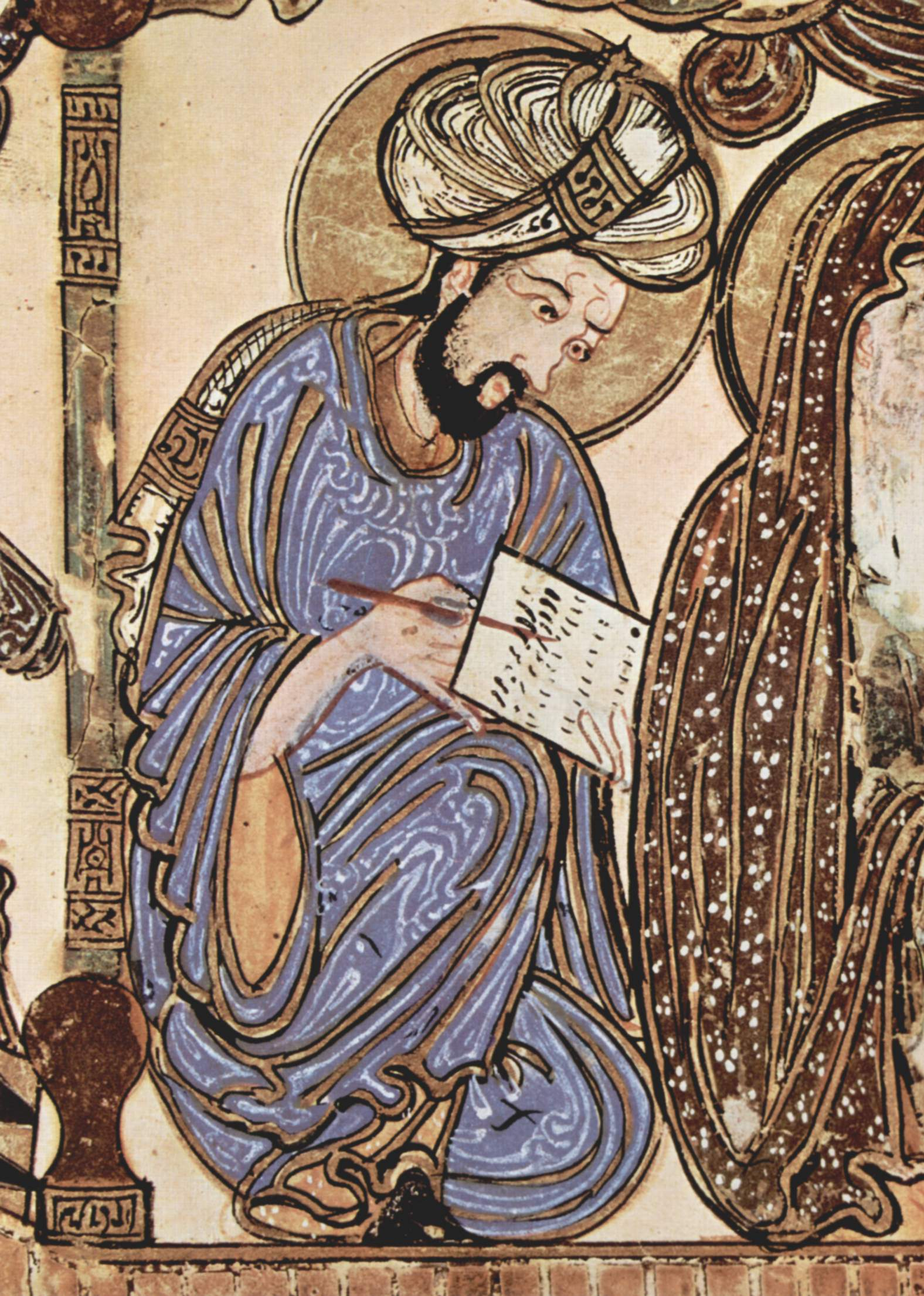
Escriba iraquí.

El escriba era el copista o amanuense de la Antigüedad. En la civilización del Antiguo Egipto, era un personaje fundamental, culto, experto en la escritura jeroglífica y pictográfica, y conocedor de los secretos del cálculo, siendo el único capaz de evaluar los impuestos, asegurar los trabajos de construcción y transcribir las órdenes del faraón. Para los hebreos era el copista de las Sagradas Escrituras y, posteriormente, incluso el doctor e intérprete de la ley.

## Etimología
La palabra española escriba procede del latín: scriba. En hebreo so·fér, procede de una raíz que significa “contar”, y se traduce “secretario”, “escribano”, “copista”; y la palabra griega gram·ma·téus se traduce “escriba”, “instructor público”; el término alude a un animal que trabaja.

## Escribas del Antiguo Egipto

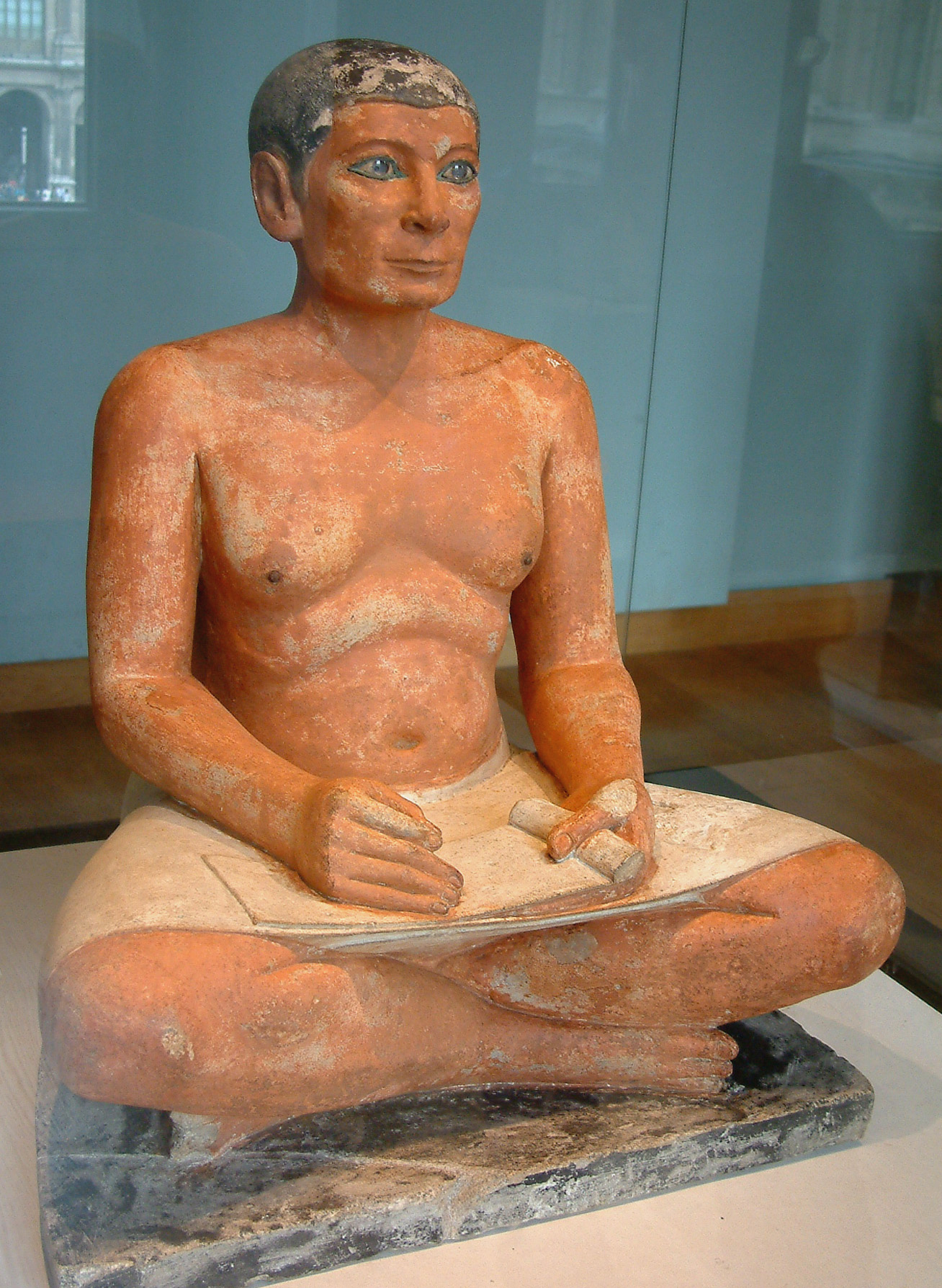
El escriba sentado egipcio de la dinastía V. siglo XXIV a. C. Museo del Louvre.

El escriba egipcio solía proceder de la clase baja, pero era inteligente y educado. Sus útiles eran una paleta con huecos para tintas de diferentes colores, una jarra de agua y un cálamo de papiro con su estuche. Conocía bien los documentos legales y comerciales de la época, y los preparaba al dictado o de otras maneras, un trabajo por el que recibía una remuneración.

## Escriba del antiguo Próximo Oriente
Desde la antigüedad, los escribas han sido personas dedicadas a ser copistas, personajes cultos que escribían y llevaban el control de las leyes, asuntos de impuestos, arquitectura y cálculos.
El término latín «scriba» y el hebreo «so-fer» transmiten la idea de un secretario, copista o escribano, y asimismo de una persona instruida intelectualmente. La labor de los escribas era considerada muy amplia e importante, y ellos eran vistos como maestros.
En general, estos hombres pertenecían a la clase humilde; sin embargo, hubo muchos escribas que llegaron a ser reconocidos en sus naciones.
Origen de los escribas
El surgimiento de los escribas se remonta al siglo IV y a la cultura egipcia, la cual utilizaba escribas para que copiaran, contabilizaran y clasificaran datos en papiros, jeroglíficos u ostracas.
Así, los escribas gozaban de un alto rango en la casa del faraón y eran considerados los hombres más instruidos. De hecho, ser copista era considerado un arte, pues en aquel entonces casi ningún egipcio sabía leer.
Posteriormente, casi todas las naciones empezaron a contar con escribas y esta labor se volvió imprescindible tanto en el aspecto económico como en el religioso.
Diferencias entre los escribas y los fariseos
Artículo principal: Fariseos.
Los escribas y fariseos son casi siempre mencionados uno junto al otro, pero si bien los escribas pertenecían al grupo de los fariseos, estos no eran los mismos.
Las principales diferencias entre escribas y fariseos son las siguientes:
Los escribas se ocupaban de la escritura de documentos importantes, los fariseos se encargaban de representar a la nación. Los escribas eran intelectuales que se ocupaban de servicios secretarios, los fariseos conocían las leyes y se encargaban de instruir oralmente.
Los escribas contabilizaban y sacaban cuentas económicas, los fariseos se ocupaban de los negocios.
Los escribas le daban más importancia al culto y la intelectualidad, los fariseos ligaban las anteriores a la religión y sus doctrinas.

## Los escribas de los pueblos de Mesopotamia
Los escribas ejercían distintas tareas como redactar textos, clasificarlos y archivarlos. Para ejercer dicha tarea, desde una temprana edad se les instruía  con base en el largo aprendizaje obligatorio de la escritura cuneiforme. Este proceso de aleccionamiento era muy largo debido a la complejidad de dicha escritura; era, de algún modo, similar al de los egipcios, y también era muy costoso. Generalmente, era una formación que recibían alumnos pertenecientes a familias nobiliarias o comerciantes. 
Los discípulos no mesopotámicos, tenían que combinar su conocimiento de su lengua y su escritura maternas con la sumeria. 
Los aprendices de escriba estudiaban en escuelas sumerias especializadas o Eduba ("Casa de las Tablillas"), que dependían del templo o del palacio. Los materiales que empleaban el cálamo y las tablillas de arcilla. A partir de los 7 años, los jóvenes escribas aprendían a leer escribir y contar. Pasados dos años, pasaban a la parte práctica: aprender cuestiones administrativas y redactar textos jurídicos. Al finalizar su formación, podían desempeñar su cargo en palacios o templos.
El papel del escriba era muy importante en la sociedad. Los escribas cumplían diversas funciones: eran contratistas, contables, archivadores, traductores y copistas de textos escritos (religiosos, científicos, históricos, judiciales, etc.) . Trabajaban comúnmente en la administración de los templos y palacios. Solo los mejores servían en las instituciones gubernamentales, pues trabajaban directamente para el rey o para el sumo sacerdote, y también para los organismos del gobierno; se dedicaban a la gestión de impuestos, trabajo, racionamiento y aprovisionamiento de los alimentos, alistamiento militar, etc. En cambio, los menos preparados desempeñaban oficios de carácter doméstico (compra-venta, préstamos, alquileres, etc.) En algunas ciudades como Babilonia los escribas desempeñaban la tarea fundamental de registrar en las tablillas las transacciones comerciales. Se podía traspasar el cargo de escriba de forma hereditaria. No obstante, carecía de reconocimiento social.

## Escribas hebreos
Los escribanos hebreos actuaban como notarios públicos, preparando certificados de divorcio y registrando otras transacciones. Al menos en tiempos posteriores, no tenían ninguna tarifa fija, de manera que se podía negociar con ellos el precio de antemano. Por lo general solo uno de los interesados pagaba el costo de la transacción, pero a veces ambas partes compartían los gastos. Ezequiel vio en una visión a un hombre con un tintero de secretario marcando sobre la frente a sus contemporáneos (Eze 9,3-4).

## Escribas en la Biblia
En la tribu de Zabulón estaban los que poseían el “equipo de escribano” para numerar y registrar las tropas (Jue 5:14; compárese con 2Re 25:19; 2Cr 26:11). Había escribas o secretarios relacionados con el trabajo en el templo (2Re 22:3). El secretario del rey Joás trabajaba con el sumo sacerdote en contar el dinero que se había contribuido, y luego se lo daba a los que pagaban el salario a los trabajadores que reparaban el templo (2Re 12:10-12). Baruc escribía lo que el profeta Jeremías le dictaba (Jer 36:32). Los secretarios del rey Asuero de Persia escribieron bajo la dirección de Hamán el decreto que promulgaba la destrucción de los judíos, y más tarde redactaron el contradecreto bajo la supervisión de Mardoqueo (Est 3:12; 8:9).

## Copistas de las Escrituras

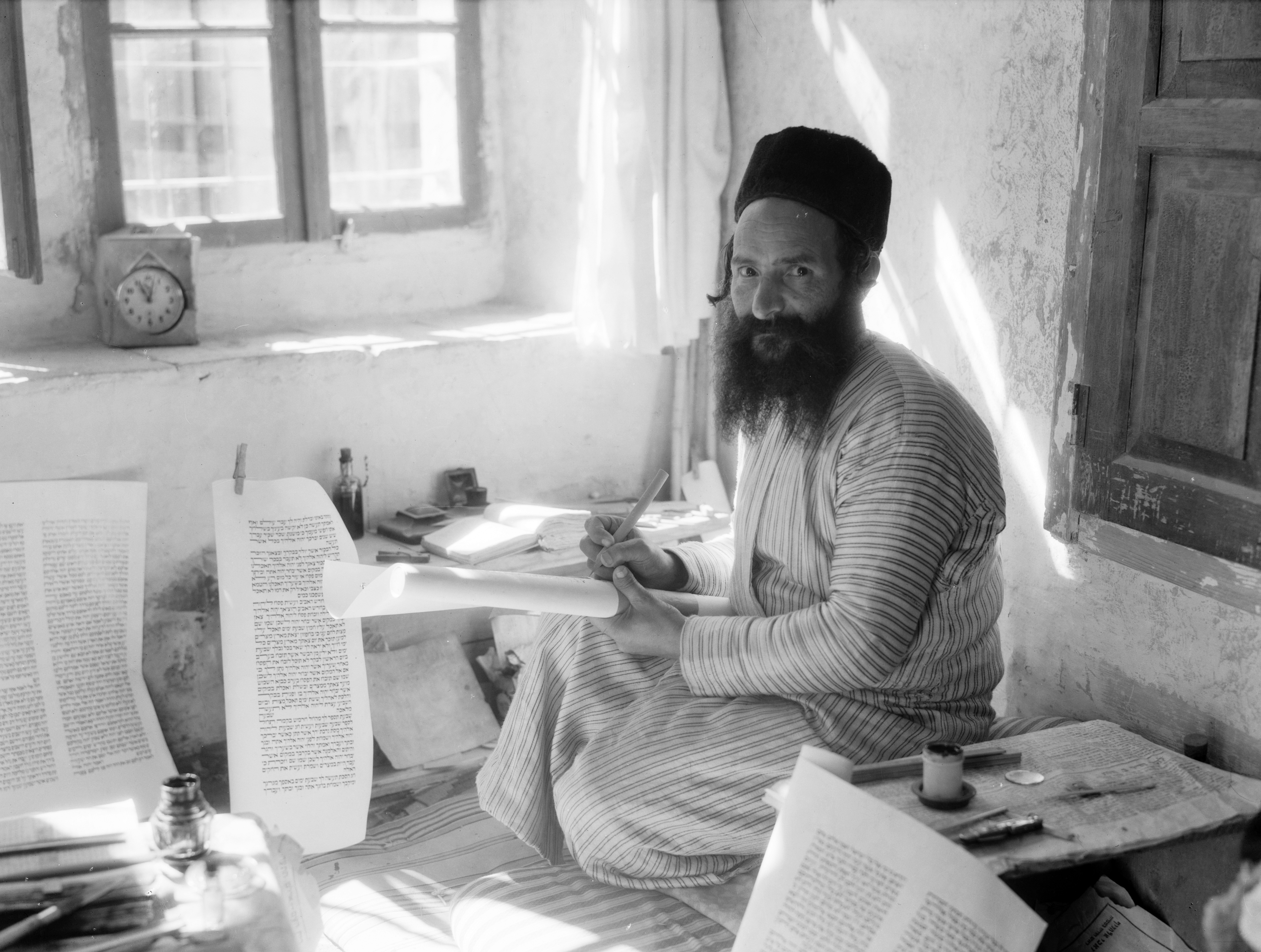
Escriba judío.

En los días del sacerdote Esdras se empezó a reconocer a los escribas (soh·ferím, “soferim”) como grupo diferenciado. Estos eran copistas de las Escrituras Hebreas, muy cuidadosos en su trabajo, y les aterraban los errores. Con el transcurso del tiempo se hicieron extremadamente meticulosos, hasta el grado de que no solo contaban las palabras copiadas, sino incluso las letras. El hebreo se escribió solo con consonantes, hasta varios siglos después de Cristo, y omitir o añadir una sola letra hubiera cambiado con facilidad una palabra en otra. Si se detectaba el más mínimo error, por ejemplo, que una sola letra estuviera mal escrita, toda aquella sección del rollo se rechazaba como no apta para la sinagoga. Dicha sección se eliminaba y reemplazaba por otra nueva en la que no hubiese errores. Antes de escribir una palabra, la leían en voz alta.Se dice, que escribas religiosos limpiaban con gran meticulosidad su pluma antes de escribir la palabra Elohím (Dios) o ´Adonay (Señor Soberano).
Sin embargo, a pesar de este cuidado extremo por evitar errores involuntarios, con el transcurso del tiempo los soferim empezaron a tomarse libertades introduciendo cambios en el texto. Cambiaron el texto hebreo primitivo en 134 pasajes a fin de que leyese ´Adho·nái en lugar de Yahveh. En otros pasajes se utilizó como sustituto la palabra ´Elo·hím. Muchos de los cambios que hicieron los soferim se debieron a un espíritu supersticioso con relación al nombre divino, y también para evitar antropomorfismos, es decir, atribuir a Dios atributos humanos. Los masoretas, nombre por el que se llegó a conocer a los copistas siglos después de Cristo, se dieron cuenta de las alteraciones que habían hecho los soferim y las registraron en el margen o al final del texto hebreo. Estas notas marginales llegaron a conocerse como la masora. En quince pasajes del texto hebreo los soferim marcaron ciertas letras o palabras con puntos extraordinarios. No hay consenso sobre el significado de estos puntos extraordinarios.
La masora de los textos hebreos, es decir, la escritura en letra pequeña al margen de la página y al final del texto, contiene una nota al lado de varios pasajes hebreos que lee: “Esta es una de las dieciocho enmiendas de los soferim”, u otra frase similar. Estas enmiendas se hicieron porque se pensaba que los pasajes originales del texto hebreo eran irreverentes para con Dios o irrespetuosos para con sus representantes terrestres. Aunque bien intencionada, fue una alteración injustificada de la Palabra de Dios.

## Los escribas, maestros de la Ley
En un principio, los sacerdotes eran a su vez escribas (Esd 7:1-6). Sin embargo, se dio mucha importancia a que todos los judíos tuvieran conocimiento de la Ley. Los que estudiaron y obtuvieron una buena formación consiguieron el respeto del pueblo, y con el tiempo estos eruditos, muchos de los cuales no eran sacerdotes, formaron un grupo independiente. Por ello, en el tiempo de Jesús la palabra “escribas” designaba a una clase de hombres a quienes se había instruido en la Ley. Estos hicieron del estudio sistemático y de la explicación de la Ley su ocupación. Se les contaba entre los maestros de la Ley o los versados en ella (Lu 5:17; 11:45). Por lo general pertenecían a la secta religiosa de los fariseos, pues este grupo reconocía las interpretaciones o “tradiciones” de los escribas, que con el transcurso del tiempo habían llegado a ser un laberinto desconcertante de reglas minuciosas y técnicas. La expresión “escribas de los fariseos” aparece varias veces en las Escrituras. (Mr 2:16; Lu 5:30; Hch 23:9). Este hecho puede indicar que algunos escribas eran saduceos, que creían solo en la Ley escrita, mientras que los escribas de los fariseos defendían con celo tanto la Ley como las tradiciones orales que se habían ido acumulando, ejerciendo una influencia aún mayor que los sacerdotes en la conciencia popular. Los escribas se encontraban sobre todo en Jerusalén, aunque también se les podía hallar por toda Palestina y en otras tierras entre los judíos de la Diáspora (Mt 15:1; Mr 3:22; compárese con Lu 5:17).
La gente respetaba a los escribas y los llamaba “Rabí” (gr. rhab·béi, “Mi Grande; Mi Excelso”; del heb. rav, que significa “muchos”, “grande”; era un título de respeto que se usaba para dirigirse a los maestros). Este término se aplica en varios lugares de las Escrituras a Cristo. En Juan 1:38 se dice que significa “Maestro”. Jesús era, de hecho, el maestro de sus discípulos, pero les prohibió que codiciaran esa designación o que se la aplicaran como título (Mt 23:8), como hacían los escribas (Mt 23:2, 6, 7). Condenó a los escribas de los judíos y a los fariseos porque habían hecho añadiduras a la Ley y habían ideado subterfugios para burlarla, de modo que les dijo: “Han invalidado la palabra de Dios a causa de su tradición”. Mostró un ejemplo de ello: permitían que alguien que tenía que ayudar a su padre o a su madre no lo hiciera so pretexto de que lo que poseía para ayudar a sus padres era un don dedicado a Dios.
Jesús declaró que los escribas, al igual que los fariseos, habían convertido la Ley en una carga para la gente al saturarla de sus añadiduras. Además, como clase, no le tenían ningún amor a la gente ni deseo de ayudarla, no estaban dispuestos ni siquiera a mover un dedo para aliviar sus cargas. Amaban los aplausos de los hombres y los títulos altisonantes. Su religión era solo una fachada, un ritual, que encubría su hipocresía. Jesús mostró lo difícil que sería para ellos obtener el favor de Dios debido a su actitud y sus prácticas, diciéndoles: “Serpientes, prole de víboras, ¿cómo habrán de huir del juicio del Gehena?” (Mt 23:1-33.) Los escribas tenían una gran responsabilidad, puesto que conocían la Ley. Sin embargo, habían quitado la llave del conocimiento. No se contentaban con rechazar a Jesús, de quien testificaban sus Escrituras, sino que se hicieron más reprensibles al intentar impedir por todos los medios que nadie lo reconociera o siquiera lo escuchara (Lu 11:52; Mt 23:13; Jn 5:39; 1Te 2:14-16).
Los escribas no solo eran responsables como “rabíes” de las aplicaciones teóricas de la Ley y de la enseñanza de esta, sino que también poseían autoridad judicial para dictar sentencias en tribunales de justicia. Había escribas en el tribunal supremo judío, el Sanedrín (Mt 26:57; Mr 15:1). No recibían ningún pago por juzgar, y la Ley prohibía los regalos y los sobornos. Puede ser que algunos rabíes poseyeran riquezas heredadas, pero casi todos tenían un oficio, del que se enorgullecían, puesto que les permitía mantenerse al margen de su servicio religioso. Aunque no estaba permitido remunerarles por su labor judicial, es posible que esperaran y recibieran pago por enseñar la Ley. Esto se puede inferir de lo que dijo Jesús cuando advirtió a las muchedumbres de la avaricia de los escribas y también cuando habló del asalariado a quien no le importan las ovejas (Marcos 12:37-40; Juan 10:12-13). Pedro escribió que los pastores cristianos no deberían apacentar el rebaño por mezquino afán de ganancia:

Apacentad la grey de Dios que se os ha encomendado, vigilando, no forzados, sino voluntariamente, según Dios; no por mezquino afán de ganancia, sino de corazón [...]
1 Pedro 5:2

## Copistas de las Escrituras griegas cristianas

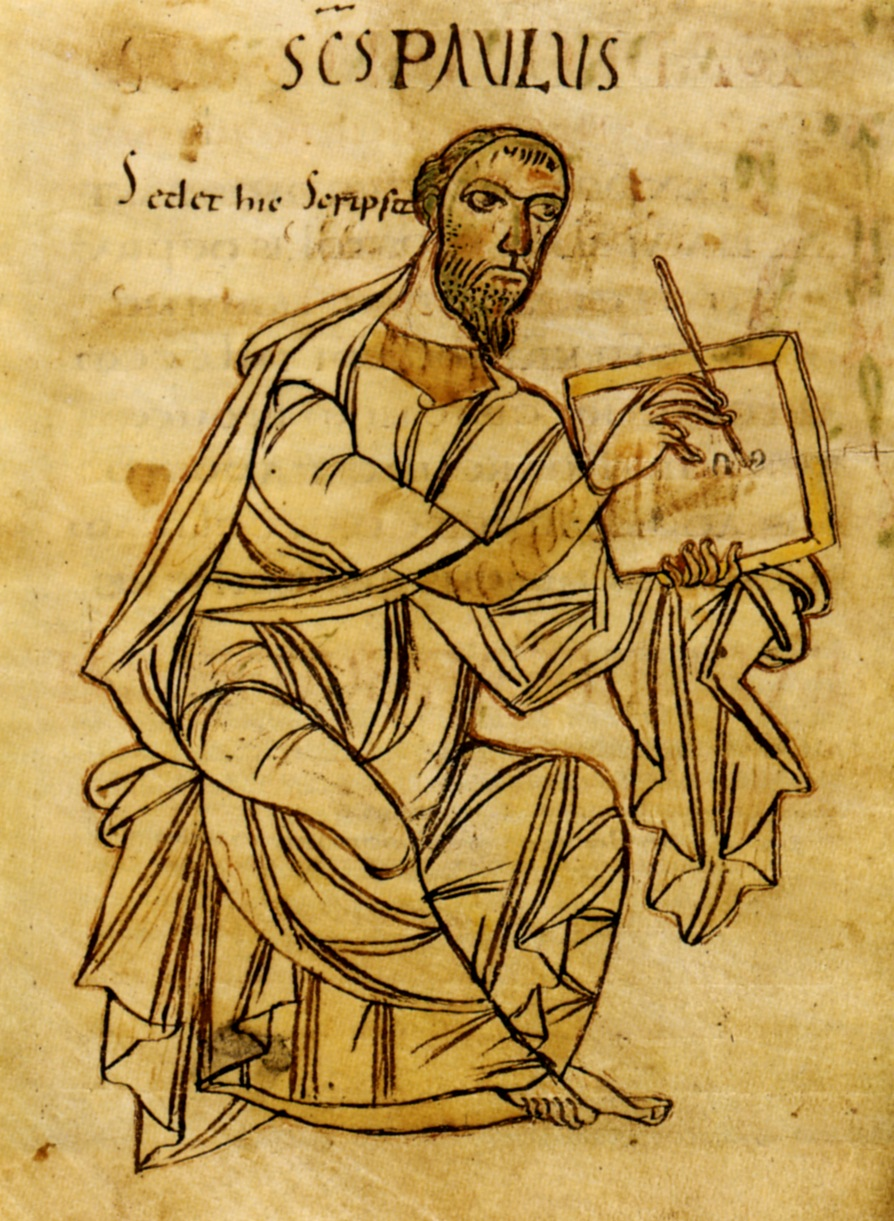
Apóstol San Pablo.

En su carta a los colosenses, el apóstol Pablo mandó que esa carta se leyera en la congregación de los laodicenses y que se intercambiara con la de Laodicea (Col 4:16). Pablo utilizó amanuenses en casi todos sus textos bíblicos, excepto en gálatas y en las salutaciones finales de otras epístolas (1 Cor 16:21), para garantizar su autoría; de los 27 libros neotestamentarios, 21 fueron dictados a este profesional de las letras. Algunas epístolas fueron concebidas cuando el apóstol estaba preso y su ciudadanía romana le permitía tener un auxiliar, uno identificado fue Tercio (Rom 16:22), quien añadía sus salutaciones y su propio nombre.
Sin duda las congregaciones deseaban leer todas las cartas que los apóstoles y otros cristianos les dirigían, y por lo tanto se hicieron copias a fin de seguir teniéndolas a mano y para darles una circulación más amplia. Las colecciones antiguas de las cartas de Pablo (copias de los originales) son prueba de que se copiaban y distribuían a un grado considerable.
Tanto Orígenes de Alejandría, del siglo III, como Jerónimo, el traductor de la Biblia del siglo IV, dicen que Mateo escribió su evangelio en hebreo, dirigido en especial a los judíos. Sin embargo, como había muchos judíos helenizados en la Diáspora, es posible que Mateo mismo lo tradujera más tarde al griego. Marcos escribió su evangelio sobre todo para los gentiles, como lo indican sus explicaciones de las costumbres y enseñanzas judías, la traducción de ciertas expresiones que no entenderían los lectores romanos y otros comentarios. Estos dos evangelios iban dirigidos a un público muy amplio, por lo que se hizo necesario hacer y distribuir muchas copias.
Los copistas cristianos no solían ser profesionales, pero debido a su profundo respeto por el valor de los escritos inspirados cristianos, realizaban esta labor con sumo cuidado. Un ejemplo típico de su labor es el fragmento más antiguo que existe de las Escrituras Griegas Cristianas, el Papiro Rylands núm. 457. Está escrito por ambos lados, y tan solo contiene unas cien letras (caracteres) en griego. Se ha fechado como perteneciente a la primera mitad del siglo II. Aunque tiene un aire informal y no pretende ser un modelo de caligrafía, se ha dicho que es una obra cuidadosa. Es interesante que este fragmento pertenece a un códice que muy probablemente contenía todo el evangelio de Juan, es decir unas 66 hojas, o alrededor de 132 páginas en total.
Más testimonio se encuentra en los papiros bíblicos de Chester Beatty, de fecha posterior. Estos consisten en secciones de once códices griegos, producidos entre los siglos II y IV. Contienen partes de nueve libros de las Escrituras Hebreas y de quince de las Escrituras Griegas. Son bastante representativos por su variedad en los estilos de escritura. Se dice de uno de los códices que es “la obra de un buen escriba profesional”. De otro se ha dicho: “La escritura es muy correcta, y aunque no destaca por su buena caligrafía, es la obra de un escriba competente”. Y de otro: “La caligrafía es tosca, pero el texto por lo general es correcto”.
Más importante que esas características, sin embargo, es su contenido. En su conjunto corroboran los manuscritos de vitela llamados “Neutrales”, del siglo IV, que los eruditos Westcott y Hort consideran de gran valor; entre estos se encuentra el Vaticano núm. 1209 y el Sinaítico. Además, no contienen ninguna de las notables interpolaciones que se encuentran en ciertos manuscritos de vitela llamados, quizás erróneamente “Occidentales”.

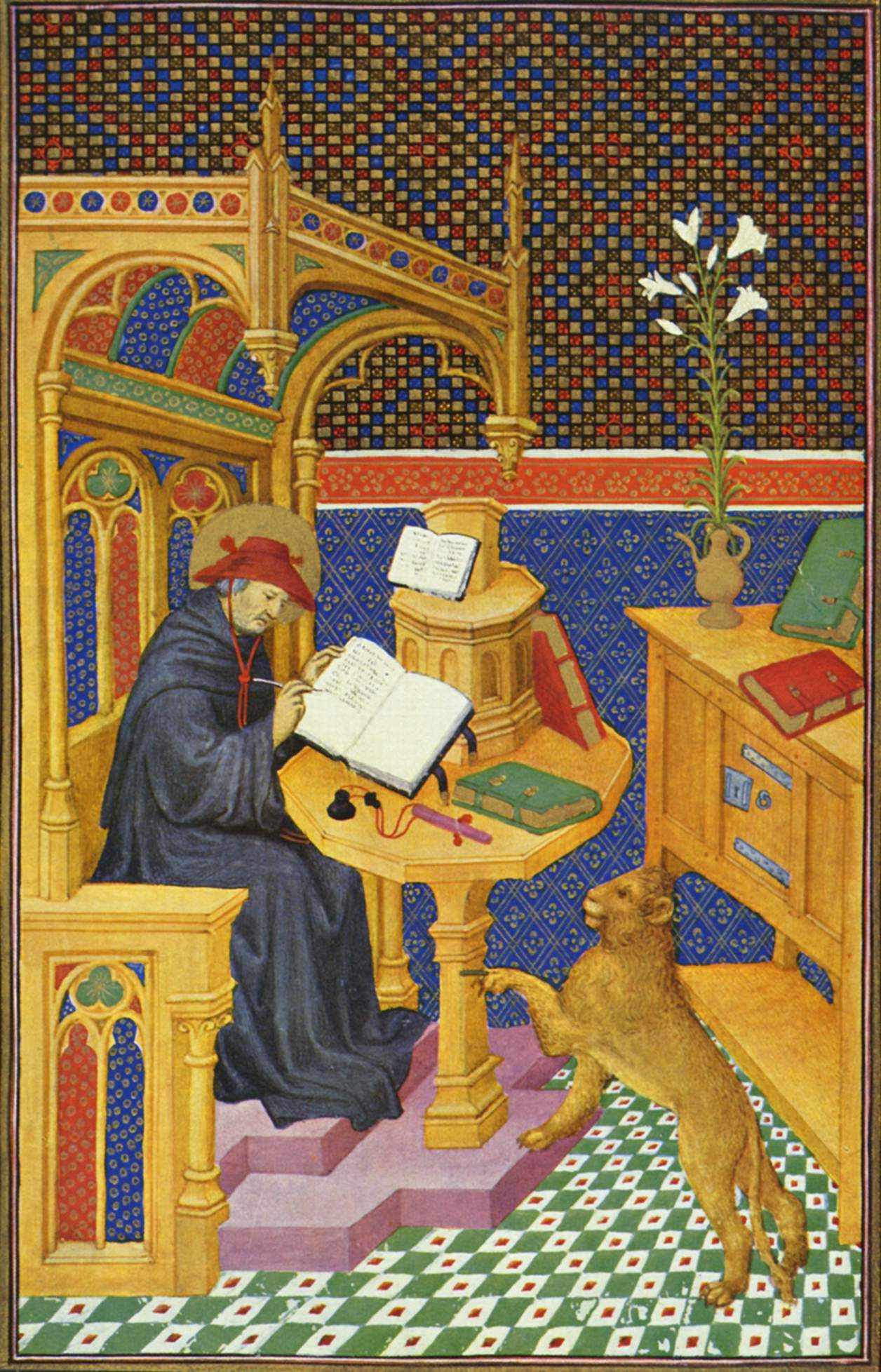
Imagen de escriba medieval.

Hay muchos miles de manuscritos posteriores al siglo IV. Los eruditos que los han estudiado y comparado con cuidado han visto que los escribas fueron muy minuciosos en su trabajo. Algunos de estos eruditos han confeccionado recensiones basadas en estas comparaciones. Estas recensiones forman el texto básico de nuestras traducciones modernas. Los eruditos Westcott y Hort dijeron que «lo que de algún modo puede llamarse variación sustancial es tan solo una fracción pequeña de toda la variación residual, y difícilmente superaría la milésima parte de todo el texto.» Sir Frederic Kenyon dijo con respecto a los papiros de Chester Beatty: 

“La primera y más importante conclusión derivada de su examen es satisfactoria, pues confirma la solidez esencial de los textos existentes. No hay ninguna variación fundamental ni en el Antiguo Testamento ni en el Nuevo. No hay importantes omisiones ni añadiduras de pasajes, ni ninguna variación que afecte hechos o doctrinas fundamentales. Las variaciones del texto afectan a cuestiones de menor importancia, tales como el orden de las palabras o su selección”
Sir Frederic Kenyon

Por diversas razones, en la actualidad quedan pocos trabajos de los primeros copistas. Muchas de sus copias de las Escrituras se destruyeron durante la época en que Roma persiguió a los cristianos. El paso del tiempo también se cobró su tributo. Por otra parte, el clima cálido y húmedo de algunos lugares aceleró su deterioro. Además, cuando los escribas profesionales del siglo IV sustituyeron los antiguos papiros por manuscritos de vitela, no parecía haber razón para conservar las viejas copias de papiro.
La tinta que usaban los escribas era una mezcla de hollín y goma, a la que añadían agua para su uso. El instrumento de escritura era el cálamo, hecho de caña; humedecían la punta con agua para que actuara como una pluma o pincel. La escritura se hacía sobre rollos de cuero o papiro; posteriormente, se utilizaron hojas, que juntas formaban un códice, al que en ocasiones se colocaban cubiertas de madera.

## Escribas medievales
Durante la Edad Media, la producción de libros se realizaba de manera completamente artesanal. Monjes especializados, conocidos como escribas, llevaban a cabo un meticuloso proceso que incluía el corte preciso de hojas de pergamino, la preparación de tintas, la transcripción del texto, la encuadernación de las páginas y la confección de cubiertas para proteger los manuscritos. 

#### El Scriptorium: Centro de Producción de Manuscritos
Estas labores se efectuaban en un espacio monástico dedicado denominado scriptorium, el cual se mantenía en absoluto silencio para facilitar la concentración de los escribas. Un scriptorium de gran tamaño podía albergar hasta 40 escribas trabajando simultáneamente.
Los escribas comenzaban su jornada antes del amanecer, respondiendo a las campanas matutinas, y continuaban laborando hasta las campanas del atardecer, con una pausa al mediodía para el almuerzo. Este ritmo de trabajo se mantenía todos los días, exceptuando el día de reposo sabático.

#### Propósitos y Técnica de Copiado
La función principal de estos copistas era la difusión de las doctrinas de la Iglesia cristiana, razón por la cual se dedicaban principalmente a reproducir textos clásicos y religiosos. Se les exigía copiar obras en latín, griego y hebreo, incluso si no dominaban dichos idiomas. Estas reproducciones, a menudo elaboradas en caligrafía ornamental e ilustradas con ricos detalles, demandaban un tiempo considerable. Además, los escribas debían poseer conocimientos avanzados sobre las técnicas de escritura para garantizar la uniformidad en el tamaño de las letras y la alineación de las líneas en cada manuscrito. La reproducción de una Biblia, por ejemplo, podía tomar aproximadamente quince meses.

#### Materiales Utilizados
Los textos se elaboraban sobre pergamino o vitela, materiales obtenidos a partir de pieles tratadas de ovejas, cabras o terneros. Frecuentemente, estos animales eran criados dentro de los propios monasterios, los cuales funcionaban como comunidades autosuficientes dedicadas también al cultivo de alimentos y la producción de cerveza. Sin embargo, el elevado costo y la complejidad del proceso impedían que los libros se difundieran de manera masiva durante este período.
Debido al alto costo de las velas y la iluminación deficiente que proporcionaban, los escribas monásticos solo trabajaban durante las horas de luz natural. A pesar de esta limitación, lograban producir entre tres y cuatro páginas por día. En promedio, un escriba podía copiar dos libros al año. Se esperaba, no obstante, que cometieran al menos un error por página.

#### Evolución hacia una Producción Profesionalizada
En los siglos XII y XIII, la transcripción de textos se convirtió en una actividad más especializada, llevada a cabo cada vez más por copistas profesionales. Para satisfacer la creciente demanda, se implementó el sistema pecia, mediante el cual distintas secciones de un mismo texto eran asignadas a copistas contratados, quienes trabajaban tanto dentro como fuera de los monasterios.

### Escribas urbanos
Los escribas urbanos desempeñaron un papel fundamental en la Alta Edad Media, especialmente en las ciudades del noroeste de la Península Ibérica, como León y Oviedo. Su labor fue crucial para la producción, autenticación y conservación de documentos legales y administrativos, así como para la transmisión del conocimiento escrito.
Orígenes y Evolución
En un principio, existieron escribas laicos que heredaron tradiciones gráficas de origen romano-visigodo. Sin embargo, con el tiempo, especialmente entre los siglos IX y XI, los clérigos comenzaron a monopolizar la práctica de la escritura. Esta transición marcó una estrecha asociación entre el conocimiento letrado y el saber religioso, consolidando a los escribas clericales como figuras de autoridad en las sociedades urbanas.
Funciones y Tareas
Los escribas urbanos no solo copiaban textos religiosos, sino que también redactaban y certificaban diplomas relacionados con transacciones de bienes, litigios y registros oficiales. Actuaban como notarios, jueces y asesores en procedimientos judiciales, desempeñando un papel clave en la organización social y política. Además, su trabajo garantizaba la preservación de la memoria histórica y la continuidad documental.
Redes Sociales e Influencia
Estos escribas formaban redes sociales bien cohesionadas, interactuando frecuentemente entre sí mediante colaboraciones documentales. Su posición privilegiada les permitía integrarse en las élites locales, actuando como intermediarios entre la nobleza, la Iglesia y la sociedad. Esta influencia se extendía más allá de la escritura, consolidándolos como notables urbanos.
Legado
La labor de los escribas urbanos en la Edad Media contribuyó significativamente al desarrollo de las prácticas escriturales y documentales en Europa. Su capacidad para combinar habilidades técnicas con funciones administrativas y religiosas sentó las bases para la profesionalización de la escritura y la creación de estructuras burocráticas más complejas en épocas posteriores.